# Tiki Barber
Tiki Barber, född 7 april 1975 i Roanoke i Virginia, är en före detta halfback i amerikansk fotboll. Efter att ha spelat sin sista match i NFL 2006 är han numera kommentator. Han spelade för New York Giants under hela sin professionella karriär. Han är tvillingbror med Ronde Barber som spelar för Tampa Bay Buccaneers.
Tiki Barber studerade vid University of Virginia och blev draftad av New York Giants 1997. Trots att han blev draftad i den andra omgången så var han redan i debuten självklar för startuppställningen. Första året vann han hela 511 yards med genomlöpningar och 299 yards genom passningsmottagningar. Under debutsäsongen spelade han 12 av grundseriens 16 matcher.
Tiki har haft en framgångsrik karriär med många rekord och många touchdowns. Inför säsongen 2006 hade han transporterat bollen 15 232 yards vilket är 18:e längst i NFLs historia. Han tillhör nu New York Giants Hall of Fame som en av de bästa spelarna som har spelat flest matcher för laget.